# Ханты-Мансийский технолого-педагогический колледж
Ханты-Мансийский технолого-педагогический колледж (также Остяко-Вогульский педагогический техникум, Ханты-Мансийское педагогическое училище) — государственное, затем окружное образовательное учреждение среднего профессионального образования по подготовке педагогических и технических кадров. Расположен в Ханты-Мансийске и является старейшим образовательным учреждением в Ханты-Мансийском автономном округе — Югре, основанным в 1932 году, и одним из первых средних специальных учебных заведений в Советском Союзе.
По состоянию на 2015 год являлся единственным средним специальным учебным заведением Ханты-Мансийского района; в округе помимо него действуют ещё 12 политехнических колледжей, 2 медицинских, по одному агропромышленному и строительному колледжу.

## Специализация
В настоящее время колледж готовит более двух тысяч человек по очной форме обучения и более восьмисот человек по заочной, по 39 программам среднего профессионального образования, в том числе 12 программам подготовки квалифицированных рабочих и 27 программам педагогического и экономического профиля (воспитатели дошкольных учреждений образования, учителя начальных классов, учителя музыки, бухгалтеры, специалисты по документообороту, туризму, товароведы, техники-судоводители, электромеханики, техники по обслуживанию и ремонту автотранспорта, мастера производственного обучения и т. д.).
Колледж обеспечивает профессиональное обучение и дополнительное профессиональное образование по сотне программ (водители всех категорий, водители погрузчика, сварщики, парикмахеры, администраторы гостиницы, охрана труда, частная охранная деятельность и т. д.).
Ежегодно колледж принимает в число студентов и выпускает до 1000 специалистов, подготовку которых обеспечивает педагогический коллектив около 200 человек. Большая часть студентов обучается за счёт средств Ханты-Мансийского автономного округа — Югры, однако имеются и платные программы, в особенности заочные. Студенты колледжа ежегодно получают образовательные гранты губернатора Югры, призовые места в конкурсе «Лучший студент учреждений начального и среднего профессионального учреждения округа» и именные стипендии губернатора.
Колледж неоднократно становился лауреатом конкурсов «100 лучших ссузов России» и «Лучшие колледжи Урала 2010», внесен в реестры «Лучшее образовательное учреждение России» и «Надёжная репутация» и во Всероссийский каталог добросовестных поставщиков товаров, работ, услуг для государственных и муниципальных нужд. В 2013 году он стал лауреатом национальных конкурсов «Лучшие учебные центры Российской Федерации — 2013» и «Лучшие колледжи Российской Федерации — 2013».
Колледж имеет 3 учебных корпуса общей площадью 24834,9 м², учебно-производственную базу, 2 автодрома, 8 общежитий, лыжную базу и другие хозяйственные объекты.

## История

### Создание
Учебное заведение основано с целью ликвидации неграмотности среди туземных народностей Уральского севера на основании постановления Уральского областного исполнительного комитета № 146 «О хозяйственном и культурном строительстве в северных национальных округах Уральской области» от 14 февраля 1932 года, когда туземное отделение Тобольского педагогического техникума (откуда были переведены 8 учащихся) и подготовительная трёхгодичная туземная школа были переведены в посёлок Остяко-Вогульск. Созданный на базе этих отделения и школы Остяко-Вогульский педагогический техникум стал первым средним специальным учебным заведением по подготовке педагогических кадров для национальных школ округа, количество которых стремительно росло: за 1932—33 год оно увеличилось с 34 до 41, были открыты классы для повышенной школы и началось изучение родного языка туземными детьми. Постановлением Верховного Совета СССР от 9 апреля 1932 года № 2045 техникум был переименован в Остяко-Вогульское национальное педагогическое училище.
Вместе с учащимися, переведёнными из Тобольского педагогического техникума, на подготовительное отделение были зачислены 22 учащихся первого набора. Основной контингент учащихся коренной национальности сформировали жители Самаровского, Кондинского и Микояновского районов округа. Первым директором техникума был назначен Степан Филиппович Пестов.
В 1933 году училище и общежитие были переведены из помещения Самаровской начальной школы в новое собственное двухэтажное деревянное здание, где разместились классы для 2 учебных групп, общежитие для всех студентов на 60 коек, столовая с кухней и актовый зал.
В 1935 году состоялся первый выпуск учителей начальных классов в количестве 8 человек. Среди них был будущий учёный-хантывед Н. И. Терёшкин.
В 1936 году приказом Наркомпроса РСФСР было организовано заочное отделение по подготовке учителей начальной школы, которое за время работы до 1953 года подготовило 185 педагогов.
В 1937 году в училище открылось русское отделение, на которое было набрано 33 студента.
В июне 1938 года состоялся второй выпуск педагогов, лучшие из которых (А. Слинкина, Е. Хуланхова, Н. Исаев и Е. Кавина) были награждены именными часами, премиями в размере 150 рублей и экскурсиями в г. Москву. Четверо выпускников были направлены для продолжения учёбы в Ленинградский институт народов севера, а Н. Исаев — в Томский педагогический институт.

### Училище в годы войны
В годы Великой Отечественной войны многие преподаватели и выпускники-учителя ушли на фронт. Благодаря организаторскому таланту директора И. П. Игнатова училище было хорошо подготовлено к началу учебного года и начало оказывать помощь фронту. Из-за наводнения весной 1941 года многие сельскохозяйственные земли округа были затоплены вплоть до августа, требовалась помощь в заготовке кормов для скота на зиму, для чего 160 учащихся выехали в Микояновский район. Учащиеся также помогали в заготовке дров на зиму для отопления училища, изготовлении и сборе тёплых вещей и посылок для фронта и для госпиталя в г. Тюмени. 23 октября 1941 года к занятиям приступило 216 человек.
Сотрудники училища помогали встречать и размещать в детдомах и семьях эвакуированных из Ленинграда детей-сирот. В 1943 году учащиеся собрали для эвакуированных детей 501 рубль на подарки.
Помимо собственно учебной работы, директор и завуч занимались и организацией уборочной и других хозяйственных работ. Наркомпрос в годы войны в регулярные отчёты включил не только учебные дела, но и меры по сохранению коллектива учащихся — организацию питания, снабжения, общежития.
Несмотря на то, что многие преподаватели училища ушли на фронт, высокое качество знаний продолжали поддерживать математики В. Х. Гильц и Е. С. Буракова, филологи М. И. Анисимова, В. В. Литвинов, К. И. Казаков, историки Ю. М. Аверин и М. М. Ханина, преподаватель естествознания Л. А. Величко. Педагогический коллектив пополнился эвакуированными из Москвы и Ленинграда.
С первого года войны в училище была усилена военная и физическая подготовка учащихся: юноши получали военные специальности, а девушки становились санинструкторами, изучали химические средства воздушного нападения и военную топографию. Военные темы вплетались в занятия по географии, истории, химии, геометрии. Военруки Н. Е. Захаров, затем М. А. Свердлов заинтересовали ребят лыжными походами с маскировкой, военными играми. Призывники имели по 4—5 оборонных значков, а общее число значкистов противовоздушной и химической обороны составило в 1941—42 учебном году 121 человек, в 1942—43 — 72, в 1943—44 — 86, в 1944—45 году — 170 человек. Действовали также кружки стрелковый, санитарного дела, также присваивавшие значки готовности к обороне. С 1 апреля 1942 года проводилась командирская учёба для старшеклассников, работал военный кабинет. В училище была размещена карта, на которой отмечалось продвижение Красной Армии на фронтах, на политинформации зачитывались письма с фронта, полученные от мобилизованных учащихся и преподавателей.
Коллектив училища активно участвовал в сборе средств на оборону и наличными, и подпиской на военные займы. Уже в первый год войны в фонд обороны было внесено 3427 рублей, учителя приняли решение об отчислении в этот фонд однодневного заработка ежемесячно. Затем были собраны средства для участия в строительстве подводной лодки «Рыбник Сибири», танковых колонн «Омский колхозник» и «Народный учитель», авиаэскадрилий «Омский комсомолец» и «Омский физкультурник». Учащиеся оказывали помощь семьям сотрудников, ушедших на фронт, в подвозке дров и обработке огородов, проводили для детей фронтовиков утренники. Комсомольцы взяли шефство над детским садиком, где занимались с детьми, украшали помещения к праздникам, готовили игрушки. За все годы войны преподаватели не использовали отпуск, а полученные за него компенсации жертвовали в Фонд обороны. Бригады во главе с учителями регулярно выезжали в колхозы района для помощи в сельскохозяйственных работах, заготовке рыбы, разбили опытный участок под огородные культуры для нужд столовой, обеспечивали училище дровами.
Все учащиеся национального отделения получали стипендию в размере 150 рублей, для учащихся русского потока с 1940 года, согласно Указу Президиума Верховного Совета от 2 октября, обучение было платным. Учащиеся получали продукты питания по карточкам 1 категории. В 1944 г. в сутки полагалось 700 г хлеба, ежемесячная норма масла и жиров составляла 800 г, мяса — 750 г, рыбы — 3 кг, крупы — 2 кг. Учащимся и учителям специальными решениями окружного Совета выделялась одежда и обувь, все учащиеся обеспечивались общежитием.
В училище работали кружки художественного творчества: хоровой, струнный, выразительного чтения, которые давали в том числе и платные концерты, сборы от которых шли на помощь семьям фронтовиков. Проводились лыжные соревнования, кроссы, военно-спортивные игры и эстафеты.
С фронтов Великой Отечественной не вернулись 5 преподавателей (учитель русского языка и литературы Коронат Иванович Казаков, математики Николай Владимирович Семушкин и Н. И. Сорокин, учитель хантыйского языка П. Я. Хамзаров, учитель физкультуры В. И. Лыжин) и тридцать выпускников.

### Послевоенное развитие
В 1944 году коллектив возглавил Георгий Тарасович Величко. Вместе с другим фронтовиком, П. К. Животиковым (в 1947—1952 гг. — инспектором отдела школ, заведующим сектором школ и заместителем заведующего отделом пропаганды и агитации Тюменского обкома ВКП(б)), он задумал строительство нового здания училища на основе классических образцов.
С 1952-го по 1959 год велось строительство нового учебного городка с главным зданием и стадионом.
В 1964 году в училище начало работать дошкольное отделение по подготовке воспитателей детских садов, первый выпуск состоялся в 1967 году (50 человек).
В 1973 году в училище открылось музыкальное отделение, которое в 1977 году окончил 21 музыкальный работник.
В 1975 году на центральной аллее учебного корпуса училища был открыт памятник погибшим на Великой Отечественной войне преподавателям и студентам, инициатором создания которого был преподаватель со стажем более 60 лет, участник войны Александр Александрович Боголюбов.
В 1988 году в училище оборудовано кабельное телевидение, начала вещание студия «Гамаюн».
В 1989 году началось обучение основам компьютерной грамотности в специально оборудованном кабинете.

### Реорганизации
В 1994 году педучилище преобразовано в Ханты-Мансийский педагогический колледж приказом Министерства общего и профессионального образования РФ № 242 от 4 июля и постановлением главы администрации ХМАО № 200 от 10 августа.
С 1999 по 2000 год в колледже началось обучение по новым специальностям: социальная педагогика, физкультура, коррекционная педагогика в начальном образовании, родной язык и литература.
В 2002 году колледж отметил своё 70-летие, к которому были закончены полная реконструкция старых корпусов и строительство новых. Здание приобрело единую архитектурную форму и современные коммуникации.
В 2003 году возобновилась работа заочного отделения.
На основании распоряжения правительства ХМАО-Югры № 483рп от 5 декабря 2006 года и приказа департамента государственной собственности ХМАО-Югры № 3589 от 29 октября 2007 года государственное образовательное учреждение было переименовано в бюджетное учреждение ХМАО-Югры.
В 2009 году распоряжением правительства ХМАО-Югры № 23рп педагогический колледж был объединён с политехническим, объединившим несколько учебных заведений и за годы работы с 1942 года подготовившим более 22 тысяч специалистов по более чем 50 профессиям, и переименован в технолого-педагогический.
В 2014 году колледж стал интегрированной базой кафедры ФГАОУ ВПО «Российский государственный профессионально-педагогический университет».

## Директора[5]
- 1932 — Пестов, Степан Филиппович.
- 1937—1941 — Игнатов, Игорь Петрович.
- 1941—1944 — Бельская, Нина Андреевна.
- 1944—1967 — Величко, Георгий Тарасович.
- 1967—1969 — Пашин, Андрей Филиппович.
- 1969—1973 — Липнягов, Валентин Александрович.
- 1973—1980 — Ботвинкин, Николай Иванович.
- 1980—1981 — Дадыко, Владимир Михайлович.
- 1981—1987 — Токаренко, Валерий Порфирьевич.
- 1987—1988 — Тюменцева, Зинаида Павловна.
- 1988—1995 — Макеева, Альбина Михайловна.
- 1996—1998 — Текучев Виктор Вениаминович.
- 1998—2007 — Каргополов, Евгений Павлович.
- 2007—2014 — Бывалина Ольга Афанасьевна, кандидат педагогических наук, почётный работник СПО РФ.
- С 2015 по настоящее время  — Сарабаров Алексей Борисович.

## Сотрудники
Традиции училища создавали такие выдающиеся преподаватели, как Г. В. Гауфлер (годы работы — 1946—1962), П. И. Кучков (1947—1956), В. К. Эрлих (1949—1973), В. Г. Плесовских (1962—1976), Р. А. Павлова (1953—1976).
Хантыйский язык преподавал выпускник факультета русского языка и литературы Томского индустриального педагогического института и Высших педагогических курсов Ленинградского педагогического института им. А. И. Герцена Павел Кузьмич Животиков.
На педагогическую работу в училище вернулись многие его выпускники: В. Т. Павлов, В. М. Дадыко, М. П. Вахрушева, А. И. Оленёва.

## Выпускники
Писатели и общественные деятели Лазарев Григорий Дмитриевич, Айпин Еремей Данилович, Волдина (Вагатова) Мария Кузьминична, Тарханов Андрей Семенович, Конькова Анна Митрофановна;
учёные Терёшкин Николай Иванович, Сайнахова Анастасия Ильинична, Сенгепов Алексей Михайлович, Лыскова Нина Алексеевна и многие другие;
общественные деятели Пухлёнкина Хиония Петровна и другие.